# Giuseppe Motta

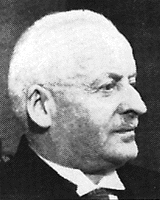
Giuseppe Motta

Giuseppe Motta, född 29 december 1871, död 23 januari 1940, var en schweizisk politiker.
Motta var advokat och medlem av nationalrådet 1899-1911, av förbundsrådet från 14 december 1911, i egenskap av chef för finans- och tulldepartementet 1912-19, och från 1919 som chef för utrikesdepartementet. 1915, 1920, 1927 och 1932 var Motta som president i förbundsrådet statschef. 1920 var han hederspresident och 1924 president i Nationernas förbunds församling. Politiskt tillhörde Motta det katolskt-konservativa partiet, vars ledare han var 1895-1911.